# Guoshou (competizione cinese)
Il Guoshou (国手) è una competizione cinese di Go che ha conosciuto tre incarnazioni: il Guoshou dal 1981 al 1987, il Daguoshou del 1993 e 1994, e la nuova edizione del Guoshou disputata nel 2021 e nel 2023. Prende il nome dal termine «guoshou», che nella Cina antica e classica indicava un campione nazionale di Go.

## Guoshou, prima edizione
Il primo torneo Guoshou fu organizzato tra il 1981 e il 1987.
| Edizione | Anno | Vincitore      |
| -------- | ---- | -------------- |
| 1        | 1981 | Nie Weiping    |
| 2        | 1982 | Ma Xiaochun    |
| 3        | 1983 | Shao Zhenzhong |
| 4        | 1984 | Chen Linxin    |
| 4        | 1985 | Ma Xiaochun    |
| 6        | 1986 | Liu Xiaoguang  |
| 7        | 1987 | Chen Linxin    |

## Daguoshu
Nel 1993 e 1994 furono organizzate due edizioni del Daguoshu (大国手战). 
| Edizione | Anno | Vincitore   | Risultato | Finalista   |
| -------- | ---- | ----------- | --------- | ----------- |
| 1        | 1993 | Ma Xiaochun | 2-0       | Qian Yuping |
| 2        | 1994 | Ma Xiaochun | 3-2       | Chang Hao   |

## Guoshou, seconda edizione
Il secondo torneo Guoshou è organizzato a partire dal 2021 dal Governo del Popolo di Kaifeng, col sostegno dell'Associazione cinese di go e dell'Amministrazione dello Sport di Henan.
La prima edizione ha visto un torneo a eliminazione diretta a cui hanno partecipato 32 goisti professionisti. La seconda edizione prevede un simile torneo a eliminazione diretta con 32 partecipanti, il quale però serve a determinare lo sfidante del detentore del titolo, in una finale al meglio dei tre incontri.
| Edizione | Anno | Vincitore | Risultato | Finalista |
| -------- | ---- | --------- | --------- | --------- |
| 1        | 2021 | Ding Hao  | 1-0       | Ke Jie    |
| 2        | 2023 | Ding Hao  | 2-0       | Ke Jie    |